# يورغن فريس
يورغن فريس (بالدنماركية: Jørgen Friis)‏ هو أسقف دنماركي، ولد في 1495، وتوفي في 1547.